# 蓮慶寺 (調布市)
蓮慶寺（れんけいじ）は、東京都調布市布田にある日蓮宗の寺院で山号は惺誉山。旧本山は大本山池上本門寺、池上・神楽坂法縁。本堂および所蔵の日蓮上人坐像（室町時代の作）等が調布市指定文化財に指定されている。

## 歴史
天文元年（1532年）に布田の領主となった後北条氏（小田原城主）の重臣・中条出羽守が、永禄年間（1558年 - 1570年）に真言寺院の閻魔寺を日蓮宗に改め、佛乗院日惺（池上本門寺12世）を開山に迎え再興した。慶安3年（1649年）に徳川家光から寺領10石9斗の御朱印を拝領し、赤門（朱塗りの山門）を許されたという。昭和42年（1967年）に本堂を大改修、昭和54年（1979年）に老朽化した赤門を冠水門部分のみを残して取り壊し再建した。

## 境内
- 本堂
- 赤門
- 鐘楼堂[注釈 1]

## 文化財
- 蓮慶寺本堂 附棟札5枚　調布市指定有形文化財（建造物）平成10年（1998年）12月25日指定[3]
- 木造日蓮聖人坐像　調布市指定有形文化財（彫刻）平成7年（1995年）2月23日指定[4]
- 享徳二年銘法華曼荼羅板碑　調布市指定有形民俗文化財（金石文等）平成12年（2000年）2月2日指定[2]
- 年未詳法華曼荼羅板碑　調布市指定有形民俗文化財（金石文等）平成12年（2000年）2月2日指定[2]

## 歴代
- 佛乗院日惺